# Rhytidiadelphus printzii
Rhytidiadelphus printzii är en bladmossart som beskrevs av Kaalaas 1919. Rhytidiadelphus printzii ingår i släktet hakmossor, och familjen Hylocomiaceae. Inga underarter finns listade i Catalogue of Life.